# رادوین
رادوین (انگلیسی: Radwin) شرکت فناوری اطلاعات اسرائیلی است، که در سال ۱۹۹۷ تأسیس شد.